# LiLiM
LiLiM（リリム）は、株式会社彩文館出版による美少女ゲームのブランド。また、Le.Chocolatの製造・販売業務も請け負っている。

## 歴史
元々は純愛系の作品を多く手掛けてきたが、当時ディレクターを務めていた人物から抜きゲーを作りたいという要望が寄せられた。LiLiMとは方向性の異なる作品を作るため、2002年にLiLiM DARKNESSブランドを立ち上げる。『TRUE BLUE』は当時珍しかった寝取られオンリーのゲームだったため、寝取られのイメージをユーザーに定着させた。

## ゲーム作品一覧
（Le.Chocolatは記事内を参照）

### LiLiM
- 1999年9月24日 - EA MIND
- 2000年3月10日 - 光を…
- 2000年9月14日 - ほろほろ
- 2001年6月15日 - ゆきうさぎ
- 2002年2月15日 - ダイモン
- 2004年2月13日 - 朱華
- 2004年7月23日 - 黒よりも昏い青
- 2006年1月20日 - 鳳凰戦姫 舞夢
- 2006年12月1日 - とらぶるっ!
- 2007年6月8日 - 女神大戦
- 2008年1月18日 - 看護戦隊ナースレンジャー
- 2008年7月18日 - Aion Garden
- 2008年8月29日 - 昇龍戦姫 天夢
- 2009年8月28日 - あい☆きゃん
- 2014年12月19日 - 螺旋遡行のディストピア -The infinite set of alternative version-
- 2017年12月22日 - 戯ィ牙 ～ファンリューゲ†クリフォト～
- 2020年1月31日 - 風雷戦姫 神夢
- 2021年2月26日 - LiLiM Premium BOX 2 -旋風雷牙-[3]
- 2025年1月31日 - 覇王戦姫 来夢[4]

### LiLiM DARKNESS
（寝取られに特化した内容が特徴。タイトルの末尾に「BLUE」が付く。）
- 2002年9月13日 - TRUE BLUE
- 2003年9月12日 - ANGELS BLUE
- 2005年5月27日 - Innocent Blue
- 2006年8月25日 - BLUE BOX（TRUE、ANGELS、Innocentの３種に追加シナリオを収録したパック作品）
- 2007年7月13日 - とらいあんぐるBLUE（とらぶるっ!の関連作品）
- 2009年11月27日 - Dark Blue
- 2012年6月29日 - Wedding Blue
- 2013年10月25日 - HUNTING BLUE
- 2014年8月29日-The BLUE 極（とらいあんぐる、Dark、Weddingの３種に追加シナリオを収録したパック作品
- 2016年5月27日 - Dearest Blue
- 2019年6月28日 - White Blue
- 2021年6月25日 - The BLUE 頂（HUNTING、Dearest、Whiteの３種に追加シナリオを収録したパック作品）
- 2023年2月24日 - MemoryBlue
- 2025年8月29日 - スターライトBLUE ～幼なじみで推しの娘が知らないうちに開発されていた～

### LiLiM生
（外部開発作品専用のブランド）
- 2004年4月29日 - めじょく 〜復讐学園〜（開発：Love Juice）
- 2004年12月10日 - 辱妻 〜ご利用は計画的に〜（開発：Love Juice）
- 2005年10月21日 - 青空絵日記（開発：H.W.Lab。2000年に発売された「Memories 〜夏色の記憶〜」のリメイク作品）
- 2005年11月11日 - 医辱（開発：Love Juice）
- 2005年12月9日 - 凌辱連鎖（開発：SuppleEntertainment）
- 2006年5月12日 - 少女狩り（開発：sunshine61）
- 2006年6月2日 - 辱アナ（開発：Love Juice）

### Scramble House
- 1998年10月8日 - Believe in heart
- 1999年10月8日 - Silent Duel
- 2001年4月27日 - KA・SU・MI
- 2002年3月15日 - まお〜っ娘クライシス

### Bunny Pro
(LiLiMの前身)
- 1996年10月30日 - Gの極北
- 1997年7月10日 - ファーストステップ
- 1998年4月15日 - そぷらの 〜ボクの初恋ハプニング〜
- 1999年4月15日 - LOVE FOREVER

### その他
（一作品しか発売されていないブランド）
- 2000年7月7日 - なかない猫（ブランド名：ばった）
- 2000年11月10日 - Imitation 〜真実の愛〜（ブランド名：Deco1）
- 2001年1月12日 - Renaissance（ブランド名：JIN）
- 2003年3月20日 - RUN（ブランド名：Lip2）
- 2005年1月14日 - Answer Dead（ブランド名：黒LiLiM。開発：Le.Chocolat）